# Sitio de lanzamiento de satélites de Sohae
El sitio de lanzamiento de satélites Sohae (en coreano: 서해 위성 발사장 / Sŏhae Wisŏng Palsajang, también conocido como sitio de lanzamiento de cohetes Tongch'ang-dong (동창동 미사일 발사장, Pongdong-ri o Tongch'ang-ri) es un sitio de lanzamiento de cohetes en Corea del Norte. Está ubicado a 15 km al sur de Cholsan en la provincia de P'yŏngan-pukto, a unos 50 km al sur de la frontera china.
El lugar de lanzamiento sólo se conoce en el extranjero a través de imágenes de satélite desde que se comenzó su construcción en los años 90. Sólo cuando las autoridades norcoreanas anunciaron el lanzamiento de un satélite en marzo de 2012, se anunció la existencia y el nombre del nuevo lugar de lanzamiento.
Hasta entonces, la única posibilidad que había era sacar conclusiones sobre las instalaciones del complejo a partir de imágenes de satélite. Sin embargo, a principios de abril de 2012, los periodistas extranjeros tuvieron la oportunidad de visitar el centro de lanzamiento, tras lo cual hubo que revisar algunas suposiciones previas.
Desde Sohae, los lanzamientos en dirección sur sobre el mar son posibles sin sobrevolar zonas habitadas o países vecinos en la primera fase. Las etapas de cohetes quemadas pueden caer así al mar. Esto hace posibles órbitas de satélites con una gran inclinación orbital, como es habitual en los satélites de observación de la Tierra.
El primer lanzamiento desde Sohae tuvo lugar el 12 de abril de 2012 (13 de abril según la hora local) con un cohete Unha-3, pero dos minutos después del lanzamiento alrededor de 70 km de altitud fue destrozado o explotado. Los escombros alcanzaron una altura máxima de aproximadamente 151 km y cayó al mar entre la República Popular China y Corea del Sur. El siguiente intento de lanzamiento tuvo éxito cuando el satélite de observación de la Tierra Kwangmyongsong 3-2 fue colocado en órbita terrestre el 12 de diciembre de 2012. En 2014 y 2015 se ampliaron las instalaciones de lanzamiento. El 7 de febrero de 2016 tuvo lugar otro lanzamiento de un Unha-3.
En 2023 hubo otros tres lanzamientos con un cohete Chollima-1. Los primeros dos ocurrieron en mayo y agosto respectivamente y fueron un fracaso, mientras que el último lanzamiento ocurrió el 21 de noviembre de 2023, el cual fue un éxito. Lanzó al espacio el satélite de reconocimiento Malligyong-1.